# Rías Baixas (sèrie de televisió)
Rías Baixas és una sèrie de televisió produïda per Continental TV i Zénit TV per Televisión de Galicia, es va emetre per sis temporades entre el 2000 i el 2005 amb un total de 191 episodis de 60 minuts cadascuna. Als Premis Chano Piñeiro 2002 va guanyar tres premis: a la millor interpretació, a la millor edició i a la millor actriu de repartiment (Finola Vázquez), així com 11 nominacions, inclosa la de millor sèrie o ficció de pel·lícula, millor protagonista actor (Tacho González) o millor actriu protagonista (Sonia Castelo).

## Sinopsi
Ambientada a la Comarca do Salnés, Rías Baixas explica la història d'una poderosa saga familiar, els Lantaños.
La família Lantaño, grans i poderosos propietaris de cellers i vinyes de la regió del Salnés, celebra les noces d'or del patriarca Don Ramón i Dona María. La història comença amb l'arribada a Cambados de Gloria Leiro, una dona atractiva i intel·ligent que ve de l'Argentina convidada per Don Ramón. Gloria coneix el seu benefactor des que era petita, després de la mort del seu pare.
La seva presència, envoltada de molt misteri, descobreix conflictes interns en la pròpia família, com el malentès entre Diego i Gonzalo, la caòtica situació matrimonial d'Olalla i la voluntat del patriarca Don Ramón de canviar el testament. Tot passa el dia de la celebració de l'aniversari, quan la tràgica i provocada mort del patriarca desencadena la lluita de Gonzalo per aconseguir allò que consideri propi, a tot preu.
Gloria es quedarà a Cambados amb la seva filla adoptiva i lluitarà per conèixer la veritat dels fets ocorreguts anys enrere i per endinsar-se en el negoci del vi.
A partir d'aquest moment, negocis i passions, passats foscos, sense escrúpols, amors impossibles ... seran els protagonistes.

## Repartiment d'actors
- Sonia (Muriel Sánchez).
- Gloria (Sonia Castelo).
- Gonzalo Lantaño (Antonio Mourelos).
- Dona María de Lantaño (Aurora Maestre).
- Diego Lantaño (Guillermo Cancelo/ Manuel Regueiro).
- Marta Cabanillas (Ainoa Calvo).
- Pepe Pumares (Tacho González).
- Carmiña (Belén Constenla).
- Herminia (Finola Vázquez).
- Xan Rei (Toñito de Poi).
- Manuel Rei (Xan Cejudo).
- Felisa (Pilar Pereira).

## Llista d'intèrprets
- Fernando Acebal
- Alfonso Agra com Gómez
- César Aldea com Riqui
- Pedro Alonso com Pedro Soutelo
- Tino Antelo
- Antón D. Axeitos
- María Barcala com Isabel Losada
- Maxo Barjas com Ruiz
- Ricardo de Barreiro
- Rocío Belén
- Isabel Blanco com Isabel Otero
- Mighello Blanco com Alberte
- Alicia Borrás
- Lino Braxe com Andrés Varela
- Urbano Briones
- Celso Bugallo
- Ainoa Calvo com Marta Cabanillas
- Ana Carbajal
- Anxo Carbajal
- Comba Campoy com Uxía Lantaño
- Guillermo Cancelo com Diego Lantaño
- Anxo Carbajal
- Paula Carballeira com Catuxa
- Rafael Carro
- Sonia Castelo com Gloria
- Monti Castiñeiras
- Sonia Castiñeiras com Leonor
- Rubén Castro
- Xoán Cejudo com Manuel Rei
- Xosé Manuel Conde
- Belén Constenla com Carmiña
- Joaquín Domínguez
- Cristina Espinosa
- Juanillo Esteban
- Xavier Estévez com Luís Gondar
- Manu Fernandez com Xavi
- Nekane com Susa
- Víctor Fernández
- Juan M. Figueiro
- Anabel Gago
- Antonio Gavalás
- Roberto Gómez
- Avelino González
- Gaspar González com locutor de ràdio (veu)
- Tacho González com Pepe Pumares
- Francisco G. Grela
- Roberto Leal
- José Luís López “Sacha”
- Julio Lorenzo
- Aurora Maestre com dona María de Lantaño
- Vanessa Mariño
- Antonio Mourelos com Gonzalo Lantaño
- Iolanda Muíños
- Isabel Naveira
- Marcos Orsi com Marcos da Silva
- Chelo Pampillón
- Cristina Pascual com Beatriz
- Pilar Pereira com Felisa
- Toñito de Poi com Xan Rei
- Manuel Pombal
- Santi Prego com Lito
- Jacobo Prieto com Balseiro
- Benxamín Queiro
- Carlos Reboreda
- Manuel Regueiro
- Salvador del Río
- Aitor Rey
- Marcos Rodríguez com Ramón "Moncho" Lantaño
- Nieves Rodríguez
- Pablo Saavedra
- Manuel Sabín
- Olalla Salgado com Teté
- Muriel Sánchez com Sonia
- Roberto Sánchez "Luna"
- Nuria Sanz com Olaia Lantaño
- Manuel da Silva
- Iria Sobrado
- Jose Angel Gomez
- Ledicia Sola com Vanesa
- Vicente de Souza com Damián
- Manuel Suárez
- Pepo Suevos
- Ramiro Taboada
- Xosé María Tanas
- Avelina Vázquez com Herminia
- Adrián Viador com Dani
- Jorge Vidal
- Fran Lareu

## Guardons i nominacions (3 & 17)
Premis Chano Piñeiro
| Any  | Categoria                       | Receptor                            | Resultat   |
| ---- | ------------------------------- | ----------------------------------- | ---------- |
| 2001 | Millor sèrie o film de ficció   | Zenit Multimedia, Costa Oeste i TVG | Nominada   |
| 2001 | Millor director                 | Jesús Segura                        | Nominat    |
| 2001 | Millor interpretació masculina  | Tacho González                      | Nominat    |
| 2001 | Millor interpretació feminina   | Sonia Castelo                       | Nominada   |
| 2001 | Millor interpretació secundària | Finola Vázquez                      | Guanyadora |
| 2001 | Millor muntatge                 | Gerardo Rodríguez                   | Guanyador  |
| 2001 | Millor realització              | Luis Segura                         | Guanyador  |

Premis Mestre Mateo
| Any  | Categoria                        | Receptor                            | Resultat |
| ---- | -------------------------------- | ----------------------------------- | -------- |
| 2002 | Millor sèrie de televisió        | Zenit Multimedia, Costa Oeste e TVG | Nominada |
| 2002 | Millor actor                     | Marcos Orsi                         | Nominat  |
| 2002 | Millor actriu                    | Belén Constenla                     | Nominada |
| 2002 | Millor muntatge                  | Gerardo Rodríguez                   | Nominat  |
| 2002 | Millor fotografia i il·luminació | Said Omala i Jacobo Martínez        | Nominats |
| 2003 | Millor sèrie de televisió        | Zenit Multimedia, Costa Oeste i TVG | Nominada |
| 2003 | Millor realitzador               | Gerardo Rodríguez                   | Nominat  |
| 2003 | Millor muntatge                  | Sandra Sánchez                      | Nominada |
| 2003 | Millor fotografia i il·luminació | Jacobo Martínez                     | Nominat  |
| 2003 | Millor disseny de vestuari       | Carmen Casal                        | Nominada |